# Coussay-les-Bois

Coussay-les-Bois este o comună în departamentul Vienne, Franța. În 2009 avea o populație de 877 de locuitori.